# Droga krajowa 60

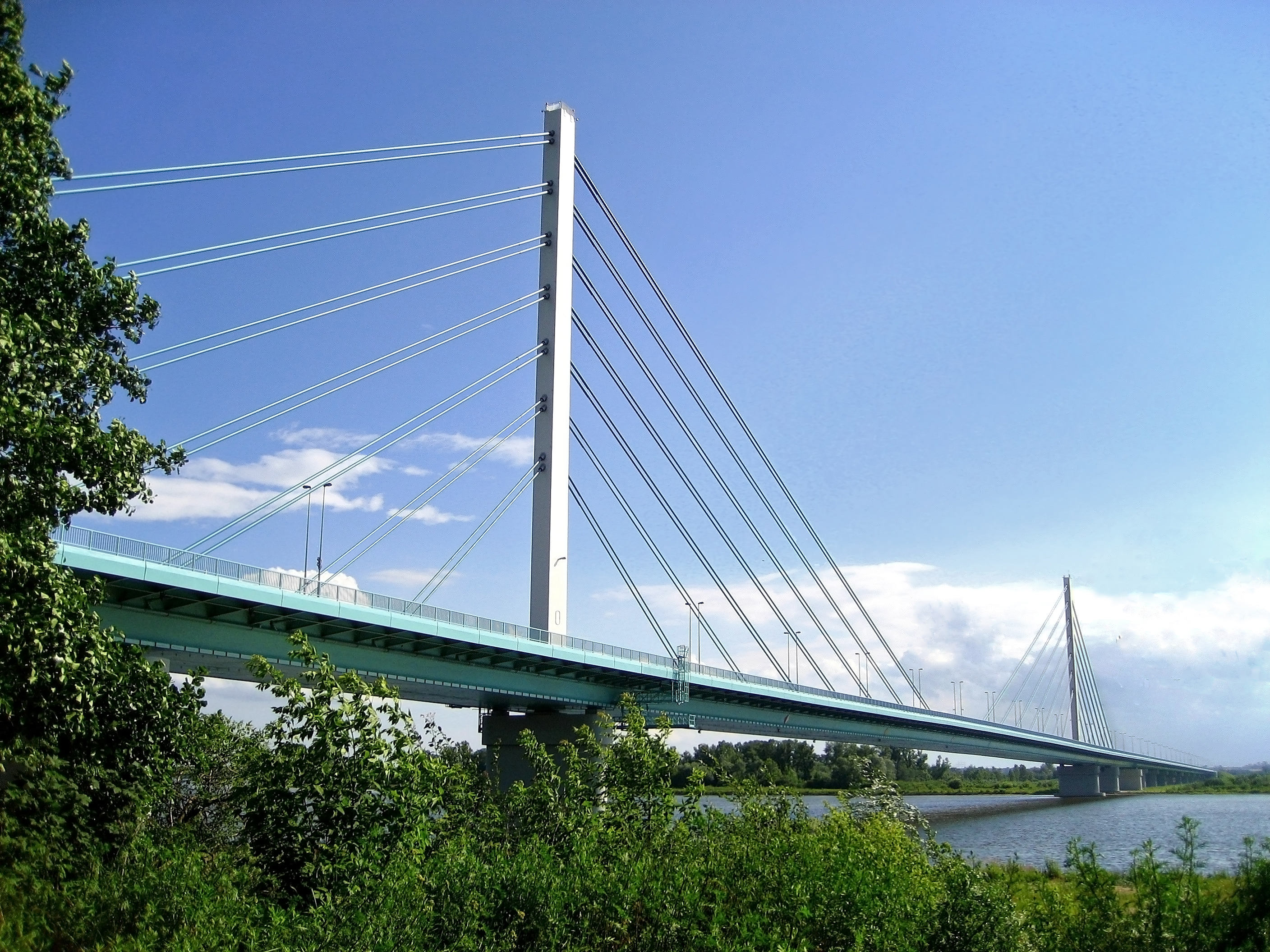
Die Brücke Most Solidarności bei Płock

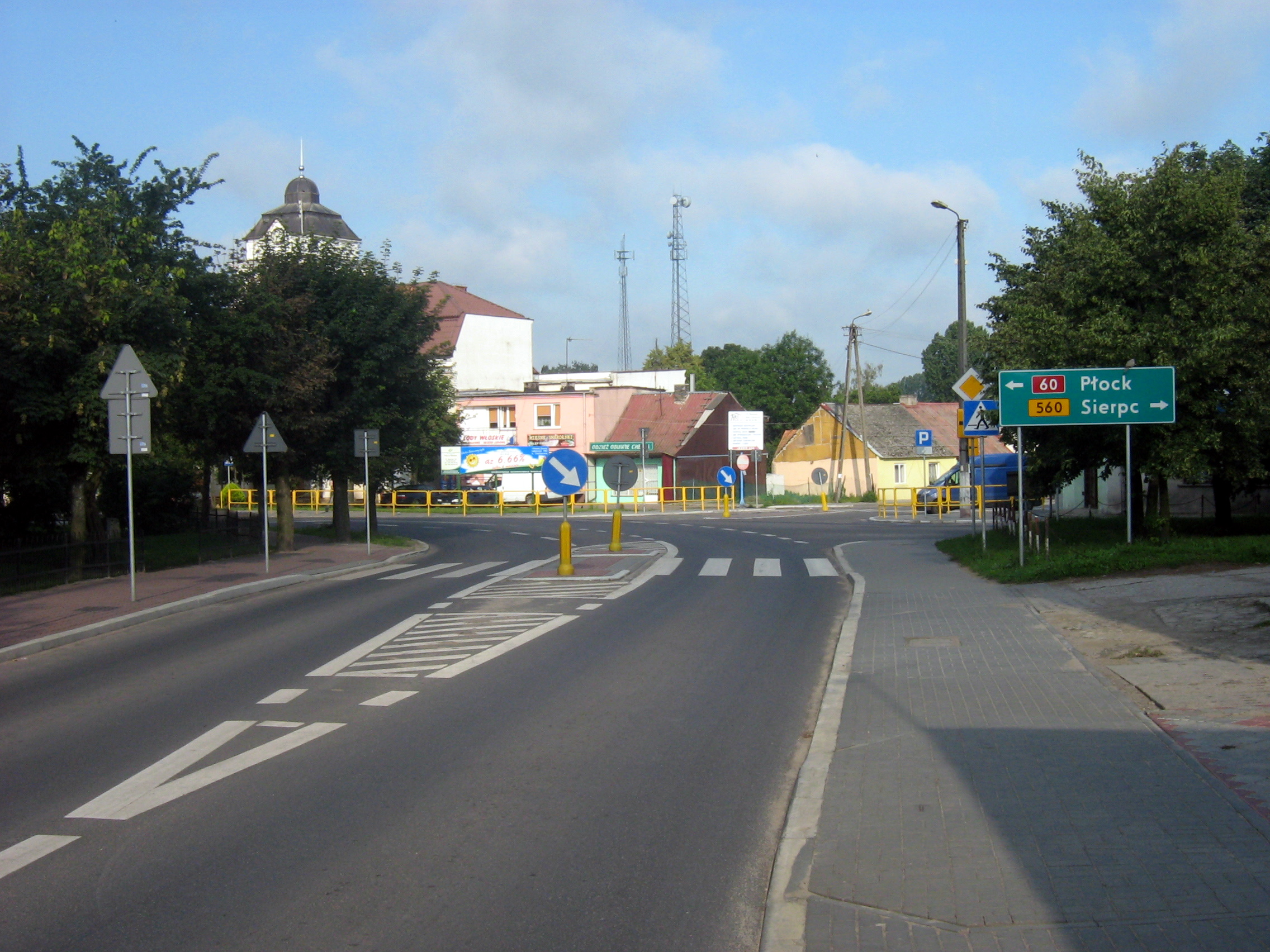
Die DK16 in Bielsk (zwischen Płock und Drobin)

Die Droga krajowa 60 (DK60) ist eine Landesstraße in Polen.

## Verlauf
Die Straße beginnt in Topola-Królewska rund 2 Kilometer nördlich von Łęczyca an der DK91 und verläuft zunächst in nordnordöstlicher Richtung über Kutno, wo die DK2 gekreuzt wird, über die Anschlussstelle Sójki der Autostrada A1 zur Weichsel, die bei der Stadt Płock erreicht und gemeinsam mit der Droga krajowa 62 auf der Brücke Most Solidarności überquert wird. Die Straße verläuft weiter durch das Zentrum von Płock und von dort nach Nordosten über Drobin (Kreuzung mit der DK10), Raciąż, Glinojeck (Kreuzung mit der Droga ekspresowa S7), überquert den Fluss Wkra (deutsche Bezeichnung im Oberlauf: Neide) und erreicht weiter im Osten Ciechanów, wo von Süden kommend die DK50 einmündend endet. In Maków Mazowiecki kreuzt die DK57, in Różan die DK61. Die DK60 setzt sich nun in ostsüdöstlicher Richtung bis Ostrów Mazowiecka fort, wo sie an der Droga ekspresowa S8 (Europastraße 67) endet.
Die Länge der Straße beträgt rund 244 Kilometer.

## Wichtige Ortschaften an der Strecke
Woiwodschaft Łódź (województwo łódzkie):
- Łęczyca
- Kutno

Woiwodschaft Masowien (województwo mazowieckie):
- Gostynin
- Płock
- Drobin
- Glinojeck
- Ciechanów
- Maków Mazowiecki
- Różan
- Ostrów Mazowiecka